# Rahula
Pour le maître srilankais auteur d'ouvrages sur le theravada, voir Walpola Rahula.

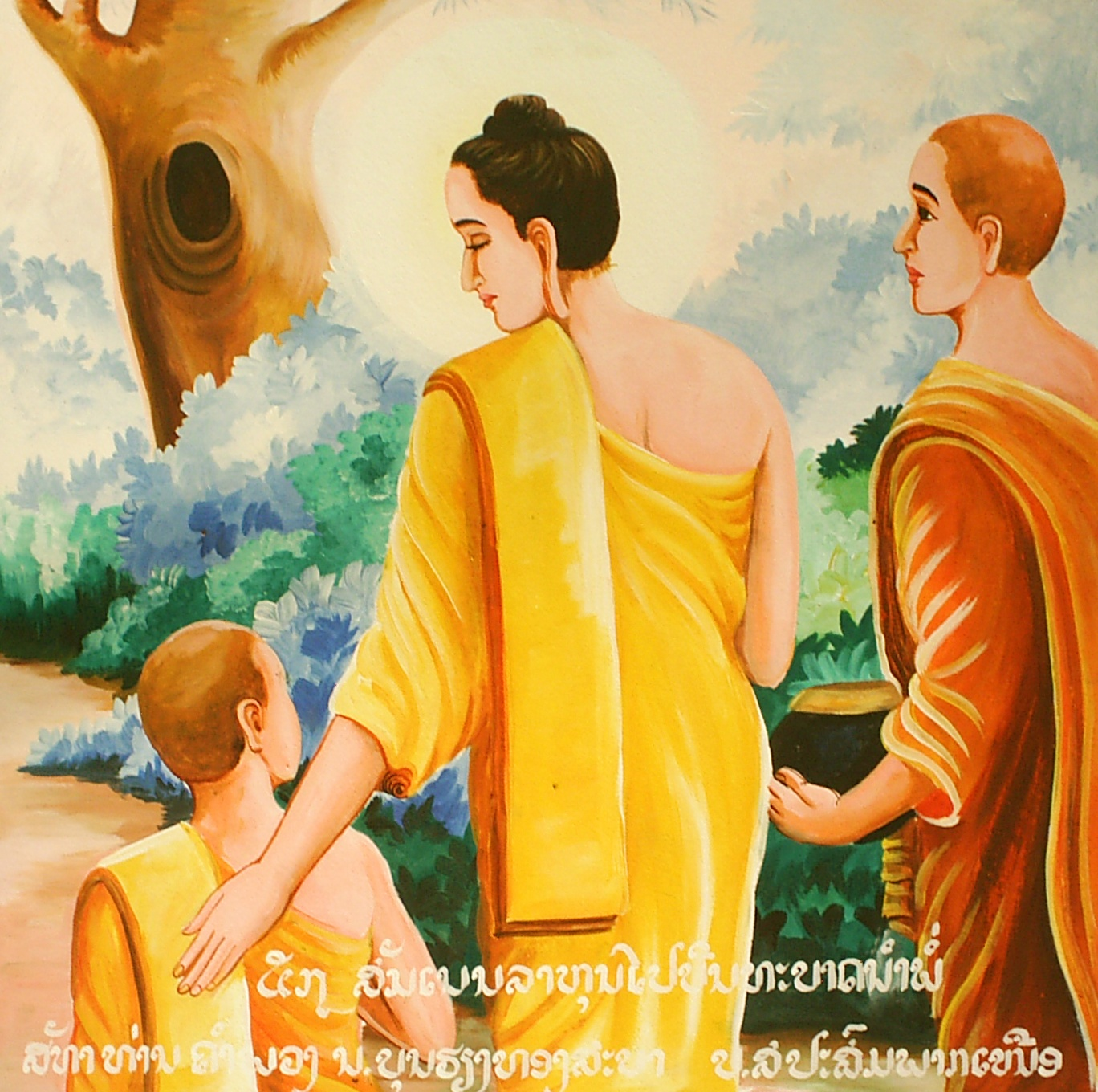
Bouddha avec son fils, Rahula

Rahula est le fils unique de Gautama Bouddha et de Yashodhara, et serait devenu disciple de son père. Il est aussi appelé Rahula Thera (doyen Rahula). Son nom, identique en pâli et en sanscrit, peut recevoir deux interprétations. Selon certains il évoque Rahu, divinité responsable des éclipses lunaires. Une légende des Jātakas (récits des vies antérieures du Bouddha) relate qu’un devin prédit à Yashodhara que son fils naîtrait avec l’image d’un croissant de lune sur la main. Une autre interprétation y voit le sens d’« entrave », Siddharta Gautama ayant déclaré en apprenant la naissance de son fils qu’il était pour lui une attache à briser. Les deux hypothèses se rejoignent peut-être, l’éclipse pouvant être considérée comme un obstacle à la lumière. Les informations concernant Rahula sont parfois contradictoires et sujettes à caution, particulièrement celles tirées des Jātakas, clairement légendaires.
Les chronologies sont extrêmement diverses, mais beaucoup d'historiens tiennent pour, av. J.-C. : né en 534, novice en 527 lors du premier retour de son père à Kapilavastu, moine en 515 (à 20 ans), décédé avant son père.

## Naissance
L’histoire du Bouddha telle qu’elle est le plus souvent relatée le fait abandonner sa vie de prince le soir même de la naissance de Rahula, mais il existe dans les Jātakas des versions qui prétendent qu’il venait à peine d’être conçu, et que sa mère ayant décidé de devenir elle aussi ascète, sa grossesse dura six ans. Lorsqu’elle devient évidente, Yashodhara fut soupçonnée d’infidélité et dut recourir à des miracles pour prouver son innocence. Parfois, des mages sont requis et identifient sur l’enfant à naître les marques qui prouvent sa filiation. Parfois le Bouddha la confirme lui-même à son retour à Kapilavastu.

## Entrée dans lesangha
Un thème souvent traité est celui du premier retour du Bouddha à Kapilavastu. Rahula a alors sept ou huit ans. Tout d’abord, apercevant Gautama à l’extérieur du palais, Yashodhara le désigne à son fils en improvisant un poème où elle l’appelle « le lion parmi les hommes ». Ensuite, elle le pousse à aller lui réclamer son héritage (dāyajja). Le Bouddha refuse de s’exprimer et retourne au monastère de Nigrodharama. Rahula l’y suit. Gautama lui explique alors que les biens matériels ne sont rien et qu’il désire lui donner le dharma en héritage. Il demande à Sariputra, son principal disciple, de l’ordonner moine.
Selon certaines versions, Shuddhodana, inquiet que Rahula, son premier héritier, ne veuille devenir moine comme Gautama, a ordonné à Yashodhara sous peine de mort de lui cacher que le prestigieux personnage qui revient avec une grande escorte de disciples est son père. Celle-ci finit néanmoins par tout avouer devant la curiosité pressante de son fils.
Quoi qu’il en soit, la prise d’habit de Rahula entraîne un grand désarroi dans le palais. Le Bouddha aurait alors demandé qu’on n’ordonne plus à l’avenir les jeunes sans la permission de leurs parents.

## Éducation monastique
Sariputra enseignait à Rahula le dharma et Moggallana la conduite (vinaya). Dans la tradition bouddhique, Rahula représente le novice idéal, studieux et respectueux des règles. Il aurait commencé ses journées en jetant en l’air tous les matins une poignée de sable, disant qu’il recevrait ce jour autant d’enseignements que de grains de sable. Devenu arahant alors qu’il était encore un jeune moine, il dormit par deux fois dehors pour ne pas enfreindre la règle interdisant à un novice de coucher sous le même toit qu’un moine confirmé. Il eut dans un cas à braver les menaces de Māra transformé en éléphant noir.
Plus tard, son père le proclama devant l’assemblée premier de ceux qui étudient avec ardeur (sikkhākāmānam). Le Bouddha aurait relaté le Tipallatthamiga Jātaka et le Tittira Jātaka pour attester que dans ses vies antérieures déjà, Rahula était un modèle d’obéissance.
Gautama prêcha de nombreux sutras pour l’éducation de son fils. Ainsi, il récita le Rahulovada Sutta pour lui enseigner l’importance de ne jamais mentir, le Rahula Samyutta et le(s) Rahula sutta(s) pour lui faire prendre conscience de l’inexistence du soi et de l’impermanence des choses, ayant constaté que le jeune homme âgé de dix-huit ans devenait fier de son apparence physique.
C’est d’ailleurs après avoir entendu en compagnie de cent mille devas le Cula Rahulavada Sutta prêché par son père à Andhavana qu’il devint arahant. Ces devas avaient fait le vœu de devenir arahant en même temps que lui à l’ère du bouddha Padumuttara. Le neuvième chapitre du Sûtra du Lotus prédit qu’il atteindra la bouddhéité (anuttara-samyak-sambodhi) sous le nom de Saptaratnapadmavikrāntagāmin[réf. souhaitée].
Rahula était surnommé Rahulabhadda (Rahula le chanceux). Il s’éteignit avant son père et ses deux instructeurs. On dit qu’à l'époque de sa mort il ne dormait plus depuis douze ans. Ashoka aurait fait ériger un stupa à sa mémoire pour servir de lieu de dévotion aux novices.

## Vies antérieures
La tradition bouddhiste considère que les destins religieux exceptionnels demandent plusieurs vies de pratique et d’accumulation de perfections (paramita), et aussi d’avoir exprimé le vœu de devenir arahant, dont la réalisation future est garantie par le bouddha de l’ère en cours. À l’époque du bouddha Padumuttara, Rahula et Ratthapala (l'une des principales nonnes du temps de Gautama) étaient à Hamsavati deux hommes riches faisant la charité. Un jour, Rahula reçut un ascète qui connaissait le roi Naga Pathavindhara qui vivait dans la magnificence. Il exprima pour remercier son hôte le souhait qu'il lui ressemble un jour. Cette phrase marqua Rahula, qui du coup renaquit roi Naga dans son existence suivante. Néanmoins, malgré le luxe il se sentait insatisfait. Rattapala était dans cette vie aussi son ami, sous le nom de Sakka. Il lui conseilla d’inviter chez lui le bouddha Padumuttara ; celui-ci vint avec son fils Uparevata. En le voyant, Rahula ressentit fortement le désir d’être un jour fils de bouddha et en exprima le vœu.
À l’époque du bouddha Kassapa, Rahula était Pathavindhara, fils ainé du roi de Bénarès Kiki. Ses sept sœurs ayant fait chacune construire un logement pour les moines le persuadent d’en construire cinq cents.
Dans de nombreux Jātakas, il est le fils de Gautama sous différentes formes, y compris une tortue. Une fois il est fils de Sariputra. Uppalavanna, une des principales nonnes du temps du Bouddha, apparait souvent comme son frère.

## Textes associés
Quatre versets lui sont attribués dans le Theragāthā et plusieurs dans le Milindapañha. Dix-huit sections du Samyutta Nikāya constituent le Rāhula Samyutta, leçons données par le Bouddha à son fils sur l’impermanence des choses. Cinq textes portent le nom de Rāhula Sutta. Leurs thèmes principaux sont l’absence de soi propre, l’impermanence et les skandas, l’importance de ne pas mentir et de bien choisir ses fréquentations. Une rencontre a également lieu avec Vimalakīrti dans le soutra éponyme.